# ناگورنی (بئیسک، سرزمین آلتای)
ناگورنی (به لاتین: Nagorny) یک منطقهٔ مسکونی در روسیه است که در سرزمین آلتای واقع شده‌است.